# Estação Engenho da Rainha
Engenho da Rainha é uma estação de metrô do Rio de Janeiro. Inaugurada em março de 1991, a estação está localizada na Avenida Automóvel Clube, entre os conjuntos residenciais Engenho da Rainha e dos Músicos. A estação recebeu o nome do bairro, que tem esse nome porque já foi residência da rainha Carlota Joaquina.

## Acessos
A estação conta com dois acessos: 
- Acesso A - Avenida Álvares da Rocha
- Acesso B - Estrada Adhemar Bebiano

## História

### Serviço Engenho da Rainha-Estácio
Em 2014, devido à superlotação na Linha 2, trens vazios partiam da estação com destino ao Estácio, parando em todas as estações do trecho.